# Roter Elbling
Roter Elbling ist eine Weißweinsorte. Er ist eine Farbmutation der ältesten Weinsorte Europas Elbling. Bereits von den Römern im Moselgebiet angebaut, war der Weiße Elbling bis ins Mittelalter auch die häufigste deutsche Rebsorte, wurde ab dem 17. Jahrhundert dann allerdings mehr und mehr von den Sorten Riesling und Silvaner verdrängt. Als Massenträger war er früher beliebt bei denen, die den Zehnten in Wein entrichten mussten.

## Abstammung
Der Rote Elbling ist eine rottraubige Mutation des Weißen Elblings und wird als weißer Wein klassifiziert. Die Farbe der Weine ist hellrot bis lachsfarben.

## Ampelographische Sortenmerkmale
- Die Triebspitze ist offen. Sie ist wollig behaart mit leicht rötlichem Anflug. Die gelblichen, leicht bronzefarbenen Jungblätter sind auf der Unterseite dicht behaart.
- Die großen Blätter sind rundlich, entweder nicht gebuchtet oder dreilappig und dann nur schwach gebuchtet. Die Stielbucht ist geschlossen oder gar überlappt. Das Blatt ist scharf gezähnt. Die Blattoberfläche (auch Spreite genannt) ist blasig rau.
- Die zylinderförmige Traube ist mittelgroß und dichtbeerig. Die länglichen Beeren sind mittelgroß und von hellroter Farbe.

Der Rote Elbling treibt mittelfrüh aus. Dadurch entgeht er meist eventuellen Frühjahrsfrösten und gedeiht auf mittelguten Lagen. Er reift ca. 20 Tage nach dem Gutedel.

## Verbreitung
Der Rote Elbling ist mit Ausnahme der Weinbaugebiete Baden und Württemberg in allen anderen Weinbaugebieten Deutschlands zur Herstellung von Weißwein zugelassen. Funde in alten Weinbergen belegen, dass der Rote Elbling häufig im Gemischten Satz mit dem Elbling stand. 

## Synonyme
Andere Bezeichnungen für diese Rebsorte sind Blaue Elbe, Blauer Elbling, Braungrobes, Burger, Chasselas rose Faulcon, Elbai piros, Elbling rouge, Facon rouge, Felcherten, Mehlweiß roth, Piros Elbai, Raifrench, Red Elbling, Rotelben, Rotelber, Rotelbling, Rotelmener, Roter Alben, Roter Elbe, Roter Elblinger, Roter Franke, Roter Kristaller, Roter Silberling, Roter Spitzelbe, Rother Elbling, Rothsilberweiß, Rothungar und Rotweisse.